# Argiope versicolor
Espèce
Synonymes
- Epeira versicolor Doleschall, 1859
- Argiope succincta L. Koch, 1871

Argiope versicolor est une espèce d'araignées aranéomorphes de la famille des Araneidae.

## Distribution
Cette espèce se rencontre de la Chine à l'Indonésie et au Pakistan.
Elle a été observée en Indonésie sur les îles de Java, Bornéo et Sumatra, en Malaisie, à Singapour, au Laos et en Chine au Sichuan et au Yunnan.

## Habitat
Argiope versicolor est présente dans les forêts de montagne, les buissons, les arbres fruitiers et au bord des rizières.

## Description

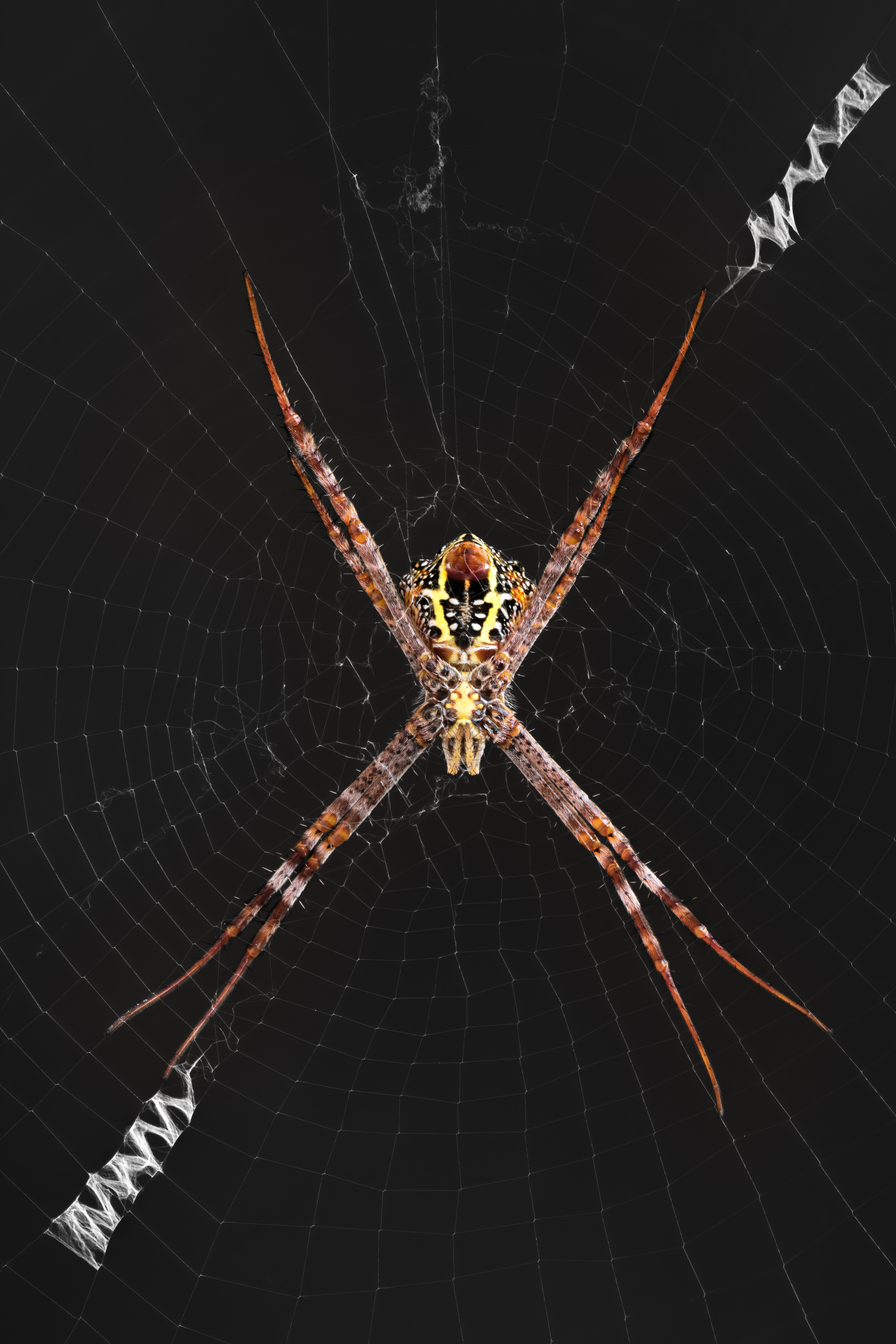
Araignée Argiope versicolor femelle adulte, vue ventrale sur fond noir, aperçue à Don Det, Si Phan Don, Laos. Une décoration de toile appelée stabilimentum, structure en soie particulièrement compacte et visible, incluse dans la toile, et typique du genre des araignées Argiope (genre), est discernable aux coins haut droit et bas gauche de l'image. Le spécimen mesure 9 mm (abdomen) et 49 mm avec les pattes. Février 2021.

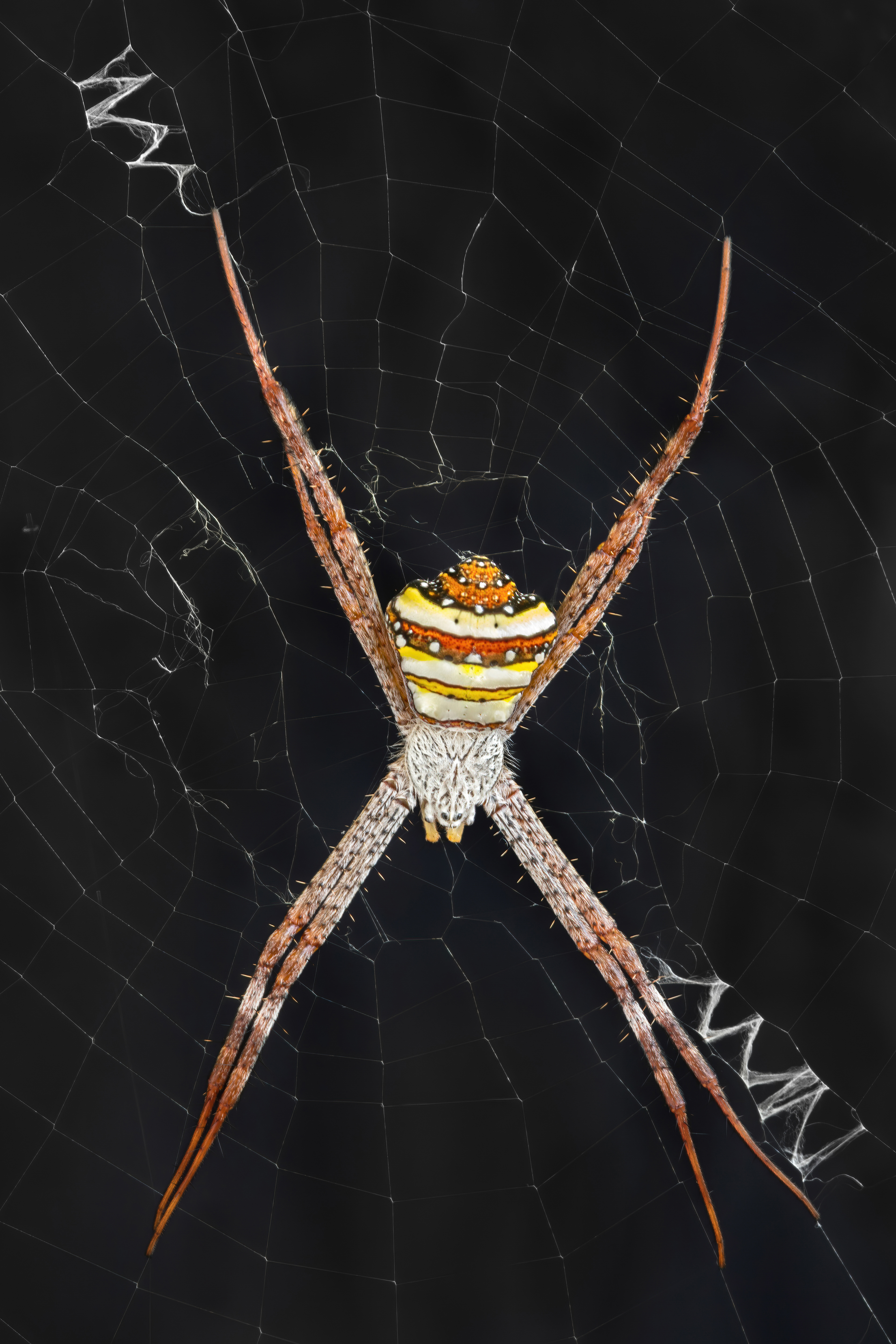
La même, de dos.

La femelle mesure de 9 à 12 mm.
Le thorax est densément couvert de poils argentés.
L'abdomen a une forme pentagonale arrondie. Le dos de l'abdomen est orné de bandes alternées. La première bande est pourpre à carmin, les suivantes sont blanc argenté, jaune citron et noir. Puis la même alternance se répète.

## Espèce similaire
Argiope versicolor est similaire à Argiope pulchella.

## Toile
Argiope versicolor construit une toile avec un stabilimentum.

## Alimentation
Argiope versicolor se nourrit de lépidoptères, d'orthoptères, de diptères et d'autres insectes ailés.

## Argiope versicolordans la culture
Argiope versicolor figure sur un timbre de 2009 de la poste malaisienne d'une valeur faciale de 50 sen.

## Publication originale
- Carl Ludwig Doleschall, 1859 : « Tweede Bijdrage tot de Kenntis der Arachniden van den Indischen Archipel. » Acta Societatis Scientiarum Indo-Neerlandicae, vol. 5, p. 1-60 (texte intégral).